# Dejan Pajić (Eishockeyspieler)
Dejan Pajić (serbisch-kyrillisch Дејан Пајић; * 24. Februar 1985 in Novi Sad, SFR Jugoslawien) ist ein ehemaliger serbischer Eishockeyspieler, der zuletzt bis 2018 beim HK NS Stars in der serbischen Eishockeyliga unter Vertrag stand.

## Karriere
Dejan Pajić begann seine Karriere als Eishockeyspieler in seiner Heimatstadt in der Nachwuchsabteilung des HK Vojvodina Novi Sad. Abgesehen von zwei kleineren Unterbrechungen, in denen in der in Nordamerika aktiv war, spielte er bis 2012 für den HK Vojvodina, mit dem er 2002 und 2003 jugoslawischer Meister sowie 2004 serbisch-montenegrinischer Meister wurde. 2009 gewann er mit dem Klub die Pannonische Liga. 2012 wechselte er zum Lokalrivalen HK NS Stars, für den er bis zu seinem Karriereende 2018 in der serbischen Eishockeyliga spielte.

### International
Für Jugoslawien nahm Pajić an den Wettkämpfen der U18-Weltmeisterschaften 2000 in der Europa-Division 2, 2001 und 2002 in der Division III. Mit dem serbisch-montenegrinischen Nachwuchs spielte er bei den U18-Weltmeisterschaften 2003 sowie den U20-Weltmeisterschaften U20-Weltmeisterschaft 2003 und 2005 jeweils in der Division II.
Im Herrenbereich spielte Pajić mit der serbisch-montenegrinischen Mannschaft bei der Weltmeisterschaft der Division II 2005 und der Qualifikation für die Qualifikation für die Olympischen Winterspiele in Turin 2006. Nach der Abspaltung Montenegros nahm er mit der nun rein serbischen Mannschaft an den Weltmeisterschaften 2007, 2008 und 2009 ebenfalls in der Division II teil. Zudem nahm er für Serbien am Qualifikationsturnier für die Olympischen Winterspiele 2010 in Vancouver teil.

## Erfolge und Auszeichnungen
- 2002 Jugoslawischer Meister mit dem HK Vojvodina Novi Sad
- 2002 Aufstieg in die Division II bei der U20-Weltmeisterschaft der Division III
- 2003 Jugoslawischer Meister mit dem HK Vojvodina Novi Sad
- 2004 Serbisch-montenegrinischer Meister mit dem HK Vojvodina Novi Sad
- 2009 Aufstieg in die Division I bei der Weltmeisterschaft der Division II, Gruppe A
- 2009 Gewinn der pannonischen Liga mit dem HK Vojvodina Novi Sad